# Franschhoek
Franschhoek ist ein Ort in der südafrikanischen Provinz Westkap. Er gehört administrativ zur Lokalgemeinde Stellenbosch im Distrikt Cape Winelands.
Franschhoek hatte nach der Volkszählung von 2011 15.616 Einwohner.
Der Ort liegt zirka 60 Kilometer östlich von Kapstadt am Ende eines lang gestreckten Tales, in dem, geschützt durch die Drakenstein-Gebirgskette, relativ mildes Klima herrscht.
Der Name Franschhoek bedeutet so viel wie „Franzosenwinkel“ oder „Franzosenecke“. Die Ortsgründung geht auf das Jahr 1688 zurück, als sich etwa 200 aus Frankreich ausgewanderte Hugenotten in dem Gebiet niederließen, das sie wohl an ihre Heimat in den französischen Voralpen erinnerte. Bereits ein Jahr zuvor hatte dort eine Gruppe niederländischer Siedler unter Simon van der Stel eine 50 Hektar große Farm eingerichtet. Die Gruppe der Franzosen passte sich so schnell an, dass schon nach einer Generation kaum noch französisch, sondern Afrikaans, die Sprache der Kapsiedler, gesprochen wurde.
Unter den französischen Einwanderern befanden sich auch etliche Winzer, die bald erkannten, dass sich die ihre Siedlung umgebenden Berge hervorragend zum Weinbau eignen würden. Aus den ersten Versuchen entwickelte sich bis heute eines der wichtigsten Weinanbaugebiete Südafrikas. Entlang der Franschhoek-Weinroute erzeugen mehr als zwanzig Weingüter Spitzenweine.
An den französischen Ursprung Franschhoeks erinnern das Hugenotten-Museum und das Hugenottendenkmal. Das Hugenottendenkmal wurde 1938 zur 250-jährigen Wiederkehr der Ortsgründung durch den Bildhauer Coert Steynberg gestaltet. Zentrum der Anlage ist eine Frauenfigur, die in der rechten Hand eine Bibel und in der linken eine zerbrochene Kette hält. Das Ensemble soll die Befreiung von der religiösen Unterdrückung versinnbildlichen. Auch das Stadtbild mit den französischen Restaurants, Straßencafés, Boutiquen und Galerien in der Main Road weist auf den ursprünglich französischen Einfluss hin.

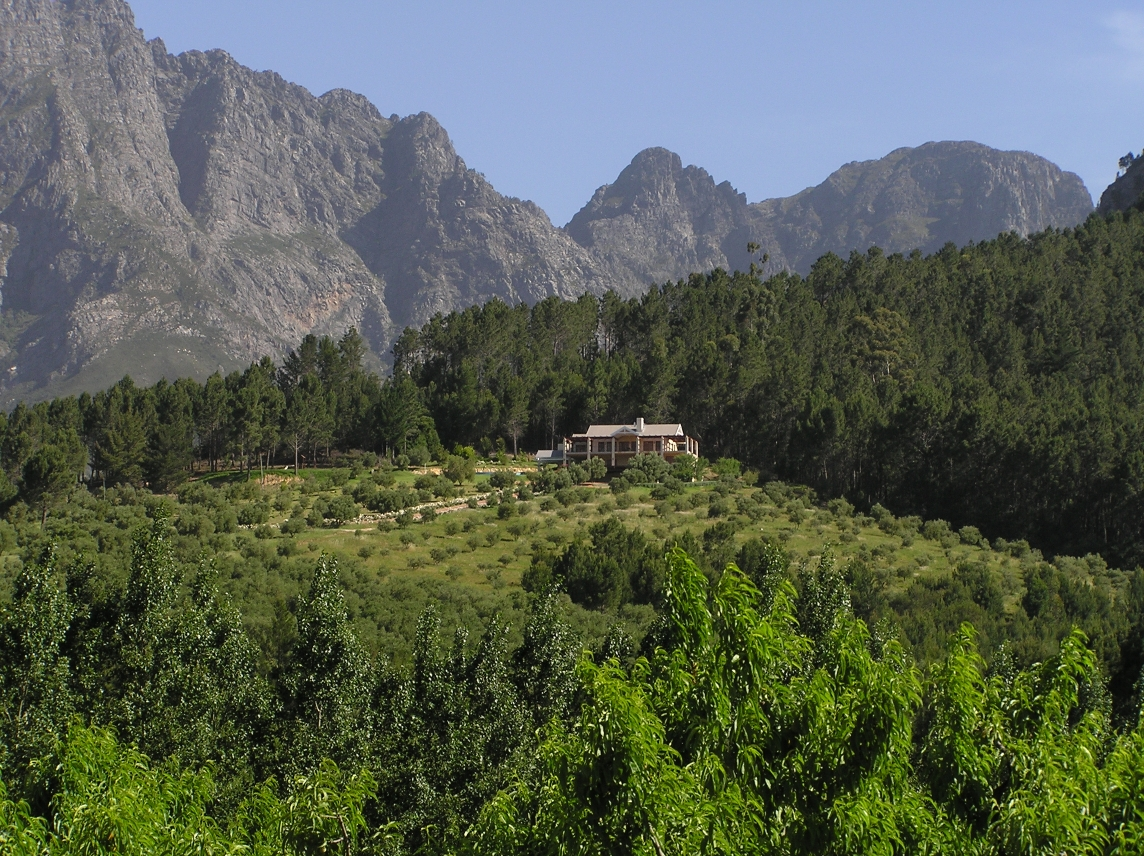
Weingut bei Franschhoek
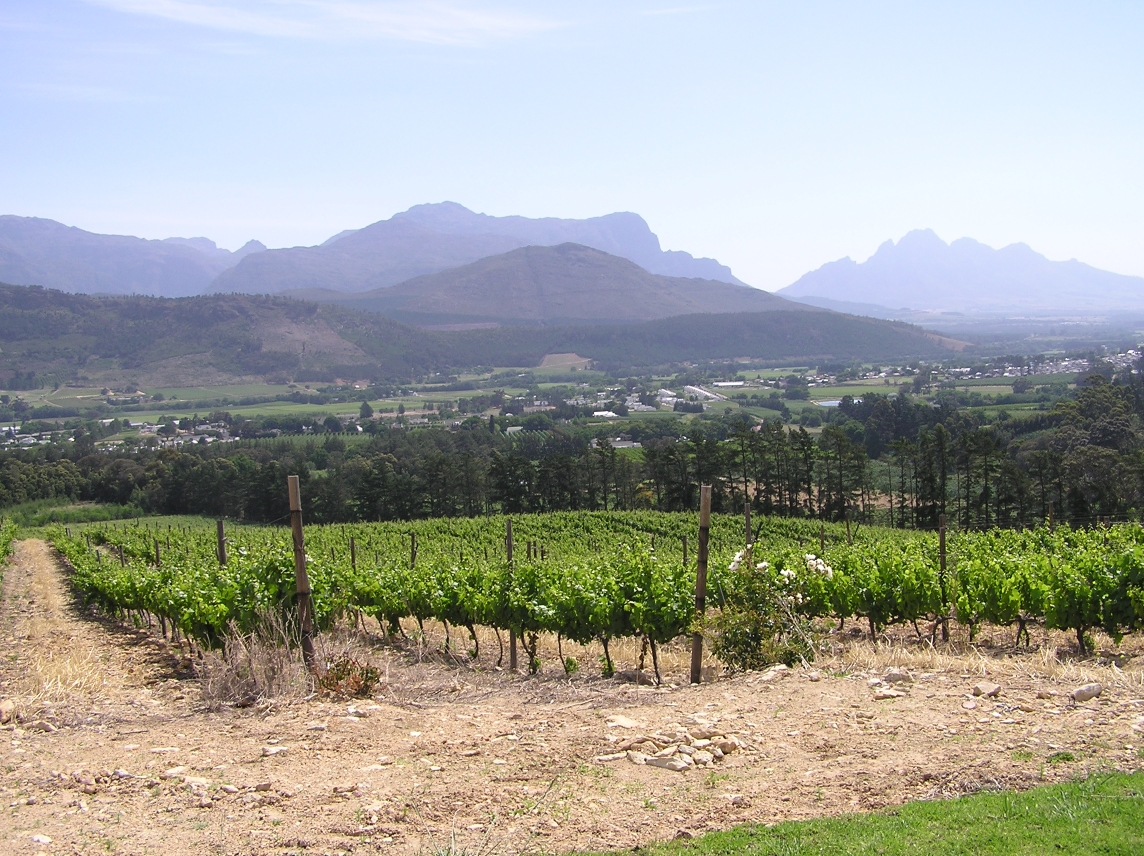
Das Tal von Franschhoek
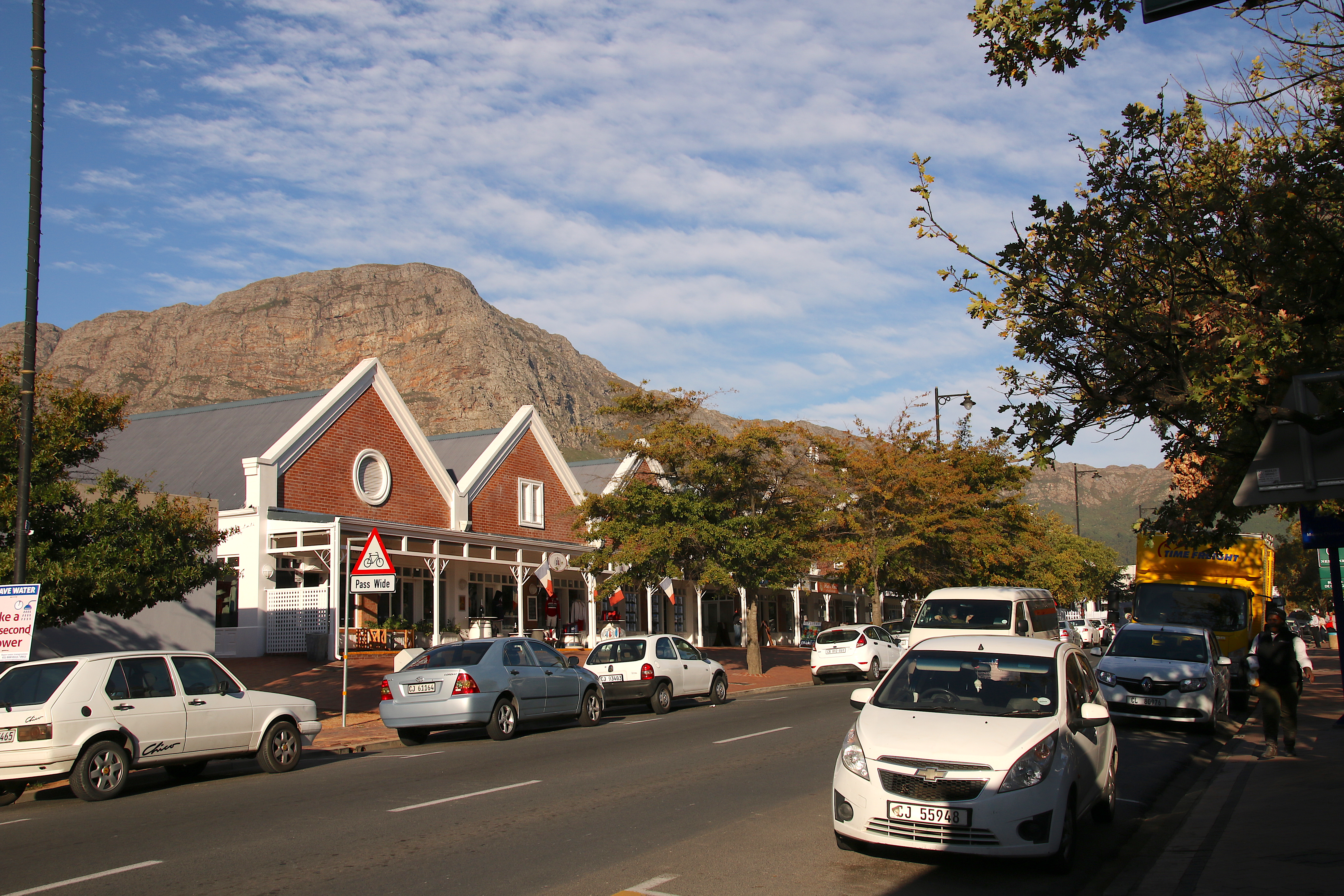
Zentrum Franschhoek
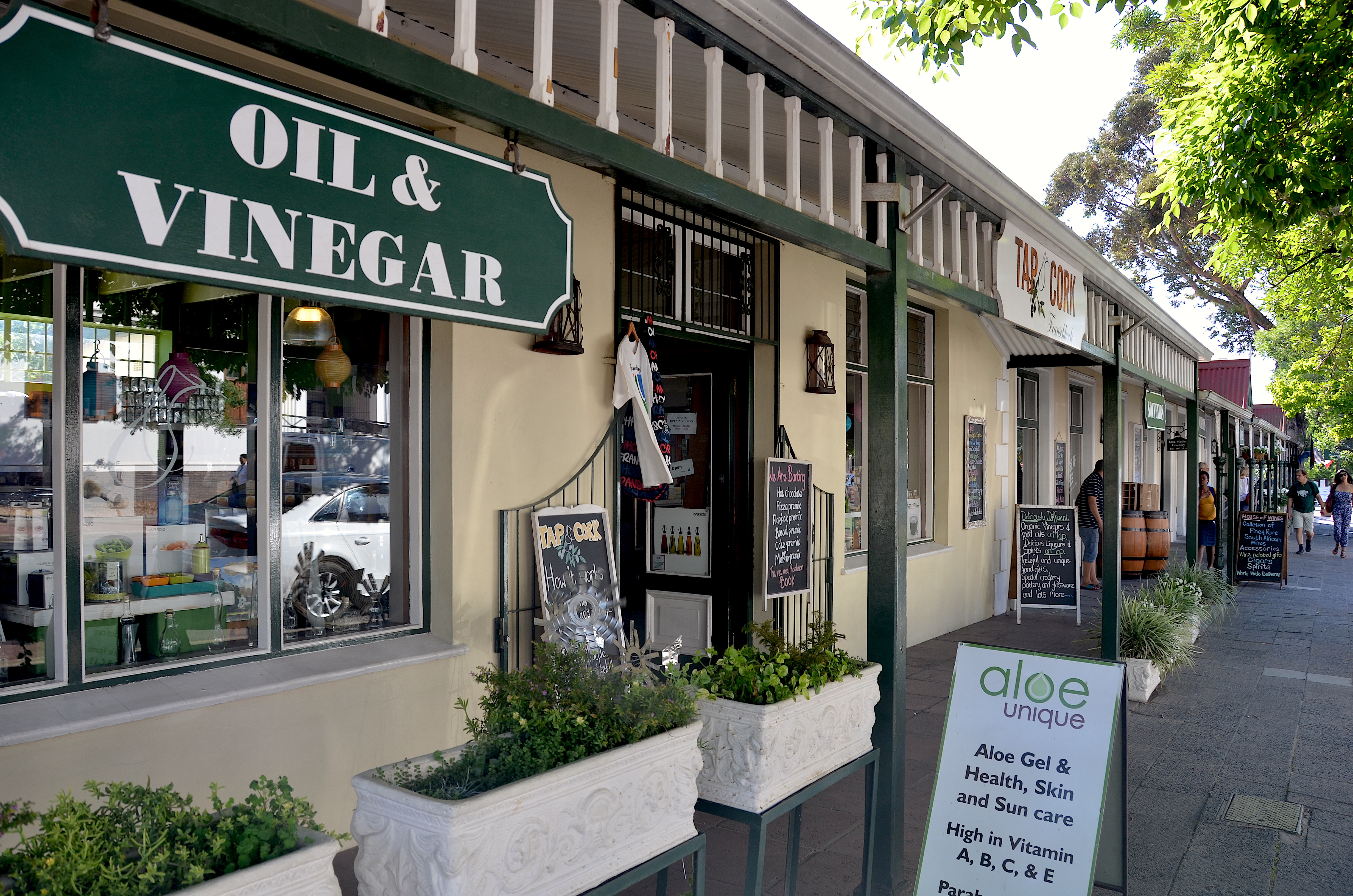
Franschhoek Oktober 2015
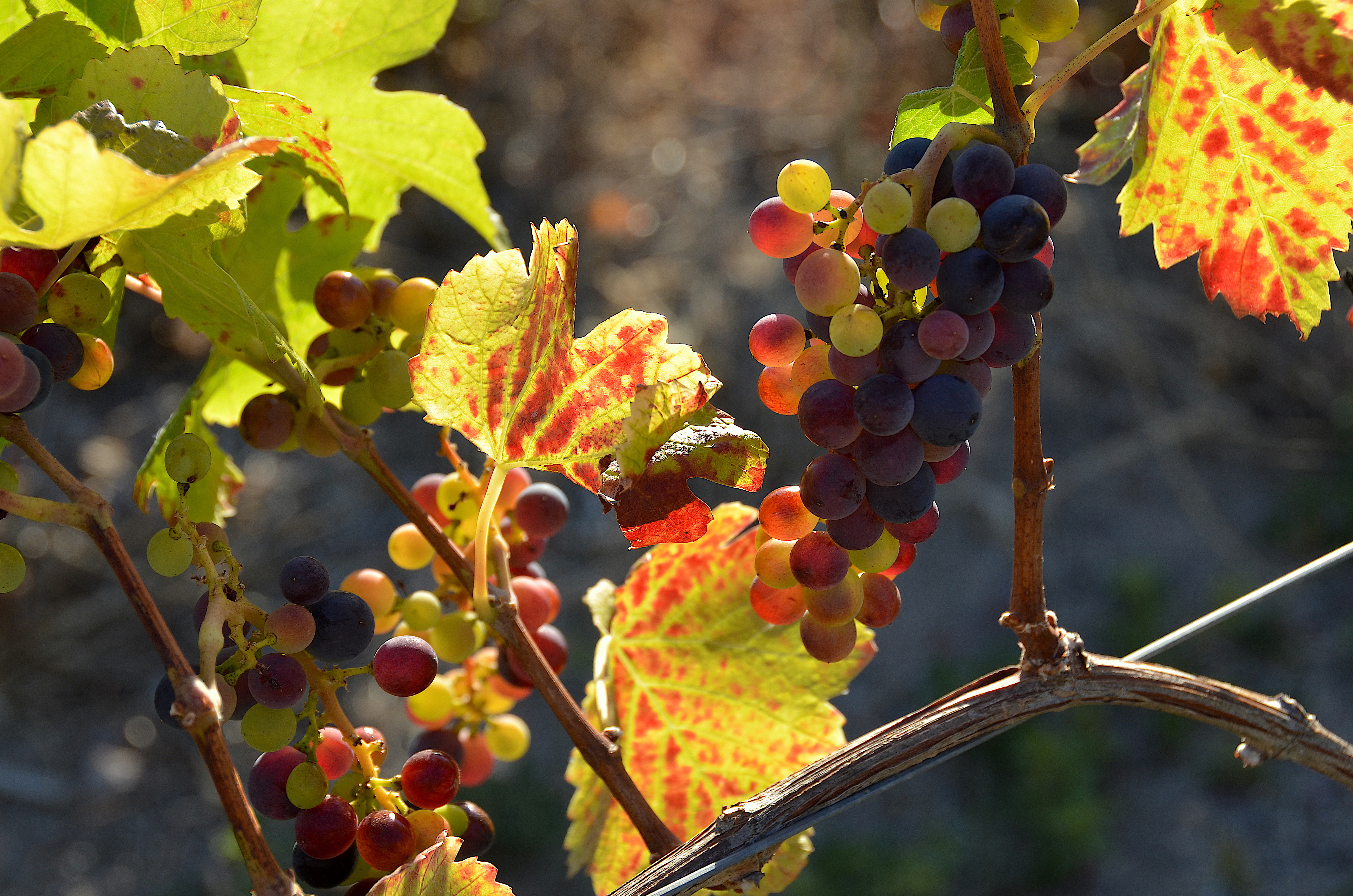
Weinrebe auf Farm Bo La Motte (Franschhoek)
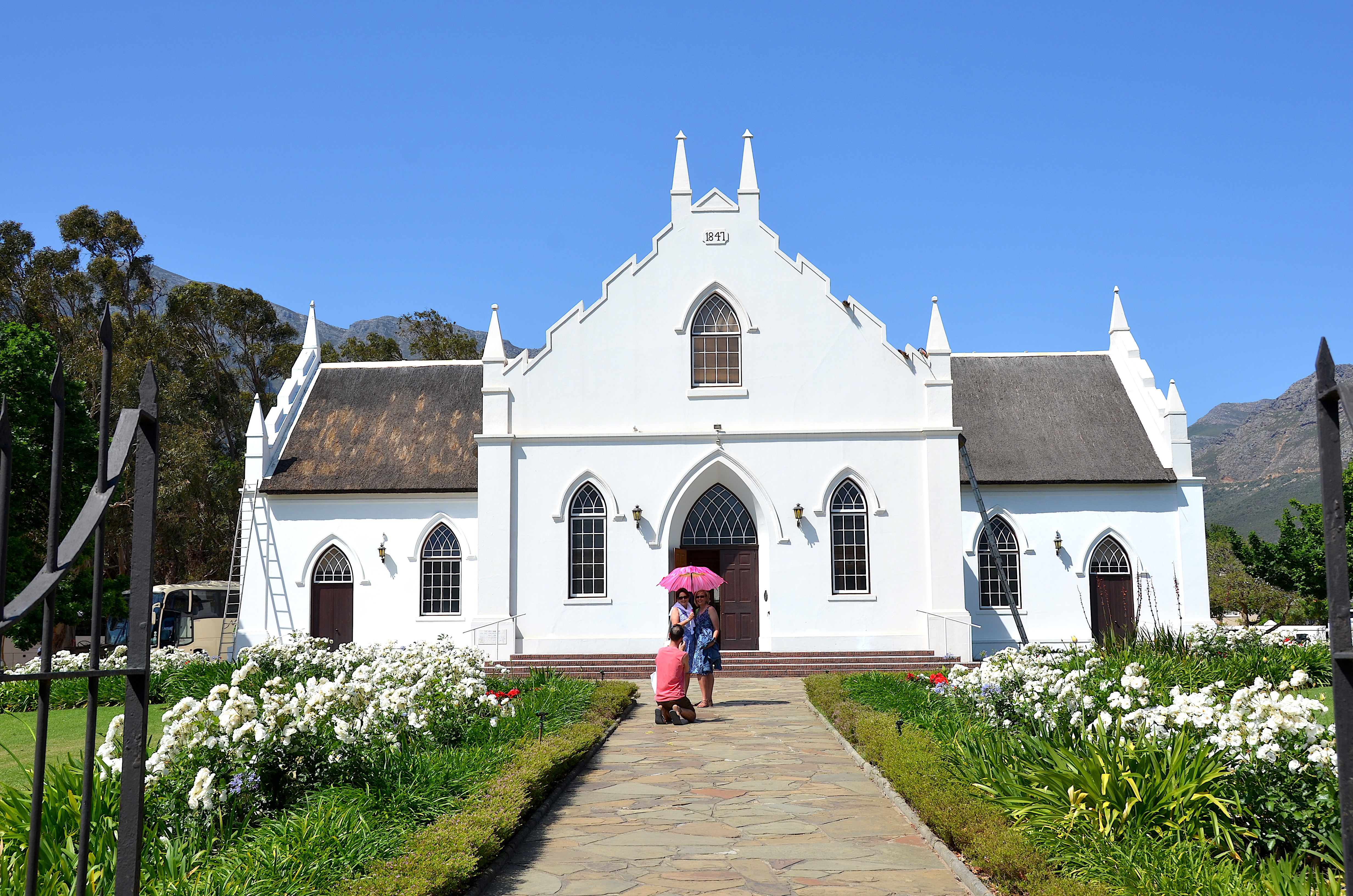
Niederländisch-reformierte Kirche

## Persönlichkeiten
- Nolan Hoffman (* 23. April 1985 in Franschhoek), Bahn- und Straßenradrennfahrer